# Io so' me
Io so' me è il terzo album in studio del gruppo musicale italiano BandaJorona, pubblicato nel 2018 da Squilibri editore.

## Descrizione
Questo è il primo album in cui si manifesta la vena autoriale di Bianca Giovannini, che insieme a Désirée Infascelli, firma la maggior parte dei brani. Il disco è stato presentato in anteprima a Roma il 29 novembre 2018 nel Teatro Biblioteca Quarticciolo dei Teatri in Comune di Roma Capitale.
Questo album costituisce il momento di passaggio dalla musica folk più tradizionale, in cui la voce viene accompagnata da strumenti classici e della tradizione del Lazio, all’introduzione dell’elettronica espandendo il campo della sperimentazione sonora oltre che di genere.
Il disco è stato realizzato prevalentemente con fondi raccolti attraverso il crowdfunding, l’apporto di SCUP – Sport e Cultura Popolare, co-produttore del progetto, e di Renoize Project Studios (Acrobax Project) in cui è stato svolto gran parte del lavoro di registrazione delle tracce.

## Tracce

### CD
1. Io so' me – 3:06 (testo: Bianca Giovannini – musica: Bianca Giovannini, Desirée Infascelli)
2. Il poema dei visionari – 3:22 (Mario Castelnuovo)
3. La signora del quinto quarto – 4:22 (testo: Bianca Giovannini – musica: Bianca Giovannini, Desirée Infascelli)
4. Le scarpe nove – 3:09 (testo: Bianca Giovannini – musica: Bianca Giovannini, Desirée Infascelli)
5. Pazzo pupazzo – 3:23 (testo: Bianca Giovannini – musica: Bianca Giovannini, Desirée Infascelli)
6. La rosa sbagliata – 3:14 (testo: Bianca Giovannini – musica: Desirée Infascelli)
7. La depre – 3:28 (testo: Bianca Giovannini – musica: Bianca Giovannini, Desirée Infascelli)
8. Er sorcio e 'r gabbianello – 3:17 (testo: Bianca Giovannini – musica: Bianca Giovannini, Desirée Infascelli)
9. I fascismi, ora – 3:34 (testo: Bianca Giovannini, Carlo Catalisano – musica: Bianca Giovannini, Desirée Infascelli)
10. Tudu song – 3:56 (Bianca Giovannini)
11. Piggio – Er sorcio e 'r gabbianello – 5:28 (testo: Bianca Giovannini – musica: Bianca Giovannini, Desirée Infascelli)

## Formazione

### Gruppo
- Bianca Giovannini – voce, cori (tutti tranne 11)
- Desirée Infascelli – fisarmonica (1, 5, 6, 8), mandolino (1), programmazione (3, 4, 7, 9)
- Daniele Ercoli – contrabbasso (1, 5, 6, 8)

### Altri musicisti
- Adriano Bono – voce, ukulele (5)
- Gabriele Caporuscio – mandolino (8)
- Mario Castelnuovo – voce, chitarra (2)
- Piergiorgio Faraglia – voce, chitarre (11)
- Giovanni Lo Cascio – batteria (1)
- Gianluca Mattei – chitarra, cori (1), trombone, percussioni, programmazione (5), basso (2)
- Alessandro Mazziotti – tamburello, ciaramelle (8), Irish whistle (2)
- Antonio Ragosta – chitarre (2)
- Daniele Sepe – sax (6)
- Armando Serafini – percussioni (2)
- Ludovica Valori – tromboni (1)
- Felice zingarelli – pianoforte (10)

### Produzione
- Produzione artistica e management: Alberto Menenti
- Gianluca Mattei, Renoize Studio L.O.A. Acrobax, Roma - registrazione e missaggio
- Fabio Balestrieri, Sonus Factory, Roma - registrazione (1)
- Piergiorgio Faraglia, TenPeopleTown Studio – Colle di Sellano (Perugia) - editing (1)
- Riccardo Righini, Biplano studio S.r.l., Roma - registrazione (10)
- Piergiorgio Faraglia, TenPeopleTown Studio – Colle di Sellano (Perugia) - registrazione (11)
- Eleven Mastering, Busto Arsizio (Varese) - mastering
- Arianna Bonelli – fotografie
- Daisy Jacuzzi - graphic design
- Mary Rachael John, Morven Speed - traduzioni in inglese
- Tipografia Zaccaria, Lagonegro - stampa